# Inaloa cirrifera
Inaloa cirrifera är en plattmaskart som först beskrevs av Meixner 1943, och fick sitt nu gällande namn av Martens och Curini-Galletti 1994. Inaloa cirrifera ingår i släktet Inaloa och familjen Monocelididae. Inga underarter finns listade i Catalogue of Life.